# Yehuda Ludwig Lowe
Yehuda Ludwig Lowe (hebräisch יהודה לודוויג לואו; geboren als Ludwig Loewe 16. Mai 1905 in Magdeburg; gestorben 17. August 1983 in Engelberg, Schweiz) war ein israelischer Agronom.

## Leben
Ludwig Loewe war ein Sohn des Kaufmanns Eduard Loewe und der Margaretha Schlochauer. Er wuchs in Hamburg auf. Nach dem Abitur wurde Loewe 1923 für einige Jahre Arbeiter in der Landwirtschaft. 1929 machte er die Prüfung zum Landwirtschaftsinspektor und begann ein Studium an der Landwirtschaftlichen Hochschule Berlin. Er machte 1931 den Abschluss zum Diplomlandwirt und wurde Hochschulassistent bei Karl Brandt am Institut für landwirtschaftliche Marktforschung. Er wurde 1933 bei Friedrich Aereboe promoviert. Nach der Machtübergabe an die Nationalsozialisten emigrierte er noch 1933 nach Palästina.
Loewe heiratete 1934 Gerda Zadek, sie hatten die Tochter Margalith Loewe, die Biochemikerin wurde. Lowes Ehe wurde 1948 geschieden, er heiratete im selben Jahr die deutsche Emigrantin Leora Löffler. In Palästina arbeitete Yehuda Lowe, wie er sich nun nannte, in der Landwirtschaft. Ab 1937 war er Assistent des Direktors der landwirtschaftlichen Forschungsstation in Rechovot und für die wirtschaftliche Planung neuer Siedlungen verantwortlich. 1942 wurde er Berater bei der Anglo-Palestine Bank. Lowe war von 1950 bis 1953 landwirtschaftlicher Attaché bei der Israelischen Botschaft in Washington, D.C. und lernte in dieser Zeit die landwirtschaftlichen Produktionsweisen in den USA kennen.
Nach seiner Rückkehr wurde er stellvertretender Direktor der Abteilung für Agrarökonomie im Ministerium für Landwirtschaft und ländliche Entwicklung und rückte später in der Hierarchie zum Abteilungsleiter auf. Nebenher war Lowe von 1953 bis 1962 Lecturer an der Agrarwissenschaftlichen Fakultät Rechovot der Hebräischen Universität Jerusalem und verfasste 1957 ein Grundlagenbuch zur Agrarökonomie (he), das 1963 in einer erweiterten Fassung erschien. 1963 gründete Lowe sein eigenes Forschungsinstitut zur Agrarökonomie, das er bis 1973 selbst leitete. Auch nach seiner Pensionierung wurde er noch mit landwirtschaftlichen Beratungsaufgaben in Projekten im Iran, in der Türkei, in Venezuela und in Zambia beauftragt.

## Schriften
- Ludwig Loewe: Die Ausgaben der deutschen Landwirtschaft für industrielle Produktionsmittel, in: Landwirtschaftliche Jahrbücher; 77, 3.1933, S. 367–423
- Lehrbücher für Agrarwissenschaften (he)
- Zeitschriftenbeiträge (he, en)